# Shotaro Ashino
Shotaro Ashino (芦野祥太郎, Ashino Shōtarō), né à Nishitōkyō, est un catcheur (lutteur professionnel) japonais connu pour son travail à la Wrestle-1 (W-1). Il est un des premiers catcheurs formé au dojo de la W-1 et commence sa carrière en 2015. Il y remporte à deux reprises le championnat de la W-1, une fois le championnat par équipes de la W-1 avec Kuma Arashi (ja) et une fois le championnat du monde par équipes des trios de l'Universal Wrestling Association avec Yusuke Kodama et Seigo Tachibana (ja).

## Jeunesse
Shotaro Ashino étudie à la Nippon Sport Science University (en).

## Carrière

### Wrestle-1 (2015-2020)
En 2014, il entre au dojo de la Wrestle-1 (W-1) grâce à une lettre de recommandation d'Hiroshi Hase. Il y apprend le catch pendant six mois auprès de Keiji Mutō et de Kaz Hayashi.
Le 4 février 2015, la W-1 annonce qu'Ashino va faire ses débuts le 13 de ce mois face à Kumagoro (ja). Pour ses débuts, Ashinino l'emporte par soumission. Le 9 octobre, il forme un nouveau groupe avec Masayuki Kōno, Shūji Kondō et Hiroki Murase. Le 31 octobre, le groupe a été nommé TriggeR. Le 3 novembre, lui et Hiroki Murase perdent contre new Wild order (Jun Kasai et Manabu Soya) et ne remportent pas les Wrestle-1 Tag Team Championship.
Le 27 mars 2016, lui, Hiroki Murase et Masayuki Kōno perdent contre Minoru Tanaka, Kaz Hayashi et Tajiri et ne remportent pas les UWA World Trios Championship. Le 8 juin, il perd contre Kai et ne remporte pas le Wrestle-1 Championship. 
Le 20 mars 2017, il bat Masayuki Kōno et remporte le Wrestle-1 Championship. Le 19 avril, il conserve le titre contre Shūji Kondō. Le 4 mai, il conserve le titre contre Manabu Soya. Le 2 septembre, il conserve le titre contre le vainqueur du Wrestle-1 Grand Prix 2017, Jiro Kuroshio. Le 5 novembre, il conserve le titre contre Kumagoro. Le 10 décembre, il conserve le titre contre Takanori Ito. Le 14 mars 2018, il perd le titre contre Manabu Soya, Ceci met un terme au plus long règne de Champion De La Wrestle-1, avec un règne de 359 jours. 
Le 6 mai, lui et Kuma Arashi battent new Wild order (Akira et Manabu Soya) et remportent les Wrestle-1 Tag Team Championship et il annonce après le match qu’aujourd’hui est le commencement du second chapitre d'Enfants Terribles. Le 22 juin, ils perdent les titres contre Jiro Kuroshio et Masato Tanaka.
Lors de Riki Choshu Produce Power Hall 2018 ~Battle Of Another Dimension~, lui, Naomichi Marufuji et Tatsumi Fujinami battent Kaito Kiyomiya, Koji Doi et Shingo Takagi.
Le 2 septembre, il bat Manabu Soya et remporte le Wrestle-1 Championship pour la deuxième fois. Le 29 septembre, il conserve le titre contre Manabu Soya.
Le 23 novembre, lui, Kenichiro Arai et Kuma Arashi perdent contre Strong Hearts (T-Hawk, El Lindaman et Seiki Yoshioka). Le 5 janvier 2019, il perd son titre contre T-Hawk. Le 21 mars, il perd contre Daisuke Sekimoto.
Le 1er août, lui et Yusuke Kodama battent Shūji Kondō et Manabu Soya et remportent les vacants Wrestle-1 Tag Team Championship. Le 1er septembre, ils conservent les titres contre Strong Hearts (El Lindaman et Shigehiro Irie).
Lors de Wrestle Wars 2020, ils perdent les titres contre Koji Doi et Daiki Inaba.

### All Japan Pro Wrestling (2020-...)
Le 6 avril 2020, il fait une apparition à la All Japan Pro Wrestling, annonçant qu'il allait devenir un régulier de la promotion.
Le 30 juin, il perd contre Suwama et ne remporte pas le AJPW Triple Crown Heavyweight Championship. Il intègre ensuite le Champion Carnival, où il termine avec un record de deux victoires et deux défaites, ne parvenant pas à se qualifier pour la finale du tournoi,. Le 24 octobre, lui et Kuma Arashi perdent contre Violent Giants (Suwama et Shuji Ishikawa) et ne remportent pas les AJPW World Tag Team Championship.
Le 24 janvier 2021, il perd contre Suwama et ne remporte pas le AJPW Triple Crown Heavyweight Championship.

### Exclusion de Enfants Terribles et Evolution (2021-2022)
Le 23 février 2021, à la suite d'un désaccord entre lui et Hokuto Omori, il se fait expulser d'Enfants Terribles et remplacer par Jake Lee. Par la suite, lui et Koji Iwamoto, acceptent l'offre de Suwama de rejoindre Evolution afin d'affronter Enfants Terribles.
Le 7 septembre, lui et Suwama battent Nextream (Kento Miyahara et Yuma Aoyagi) et remportent les AJPW World Tag Team Championship.

### Gungnir Of Anarchy (2022-...)
Le 19 juin, lui et Ryuki Honda battent Twin Towers et remportent les AJPW World Tag Team Championship. Le 20 août, ils annoncent la formation du clan Gungnir Of Anarchy aux côtés de Seigo Tachibana et Yusuke Kodama.
Le 18 juillet, ils conservent les titres contre Strong Hearts (T-Hawk et Shigehiro Irie). Le 23 octobre, ils perdent les titres contre Voodoo Murders (KONO et Suwama).
Il intègre ensuite le Champion Carnival, qu'il remporte le 7 mai en battant T-Hawk en finale.

## Palmarès
- All Japan Pro Wrestling
  - 2 fois AJPW World Tag Team Championship avec Suwama (1) et Ryuki Honda (1)
  - Champion Carnival (2023)

- Wrestle-1
  - 2 fois Wrestle-1 Championship
  - 2 fois Wrestle-1 Tag Team Championship avec Kuma Arashi (1) et Yusuke Kodama (1)
  - 1 fois UWA World Trios Championship avec Seigo Tachibana et Yusuke Kodama
  - Wrestle-1 Grand Prix (2018)

## Récompenses des magazines
- Pro Wrestling Illustrated

| Année | 2017 | 2018 | 2019 | 2020 | 2021 | 2022 | 2023 |
| ----- | ---- | ---- | ---- | ---- | ---- | ---- | ---- |
| Rang  | 299  | 233  | 270  | 384  | 216  | 420  | 93   |